# Polska Liga Koszykówki
Die Polska Liga Koszykówki, PLK, offizielle Sponsorenbezeichnung Orlen Basket Liga (OBL), ist die höchste Basketballliga in Polen. Sie wurde 1946  auf Beschluss des Polnischen Basketball Verbandes (PZKosz.) gegründet und zur Saison 1947/48 eingeführt. Bereits zwischen 1928 und 1939 und in den Jahren 1946 und 1947 wurde eine Polnische Basketballmeisterschaft der Herren ausgespielt.

## Vereine der Saison 2025/26
- Start Lublin
- BM SLAM Stal Ostrów Wielkopolski
- Legia Warschau
- King Szczecin
- Górnik Zamek Książ Wałbrzych Walbryzych
- Czarni Słupsk
- Dziki Warschau
- Arriva Polski Cukier Toruń
- Anwil Włocławek
- AMW Arka Gdynia
- MKS Dąbrowa Górnicza
- Miasto Szkła Krosno
- Tauron GTK Gliwice
- Trefl Sopot
- WKS Śląsk Wrocław
- Stelmet Zielona Góra

## Platzierungen
| Saison  | Meister                                | 2. Platz                         | 3. Platz                         |  |
| ------- | -------------------------------------- | -------------------------------- | -------------------------------- |  |
| 2024/25 | Anwil Włocławek                        | Trefl Sopot                      | King Szczecin                    |  |
| 2023/24 | Anwil Włocławek                        | Trefl Sopot                      | BM SLAM Stal Ostrów Wielkopolski |  |
| 2022/23 | King Szczecin                          | Śląsk Wrocław                    | BM SLAM Stal Ostrów Wielkopolski |  |
| 2021/22 | Śląsk Wrocław                          | Legia Warschau                   | Anwil Włocławek                  |  |
| 2020/21 | Agred BM SLAM Stal Ostrów Wielkopolski | Stelmet Zielona Góra             | Śląsk Wrocław                    |  |
| 2019/20 | Stelmet Zielona Góra                   | Start Lublin                     | Anwil Włocławek                  |  |
| 2018/19 | Anwil Włocławek                        | Polski Cukier Toruń              | Arka Gdynia                      |  |
| 2017/18 | Anwil Włocławek                        | BM SLAM Stal Ostrów Wielkopolski | Polski Cukier Toruń              |  |
| 2016/17 | Stelmet Zielona Góra                   | Polski Cukier Toruń              | BM SLAM Stal Ostrów Wielkopolski |  |
| 2015/16 | Stelmet Zielona Góra                   | Rosa Radom                       | Czarni Słupsk                    |  |
| 2014/15 | Stelmet Zielona Góra                   | Turów Zgorzelec                  | Czarni Słupsk                    |  |
| 2013/14 | PGE Turów Zgorzelec                    | Stelmet Zielona Góra             | Trefl Sopot                      |  |
| 2012/13 | Stelmet Zielona Góra                   | PGE Turów Zgorzelec              | AZS Koszalin                     |  |
| 2011/12 | Asseco Prokom Gdynia                   | Trefl Sopot                      | Zastal Zielona Góra              |  |
| 2010/11 | Asseco Prokom Gdynia                   | PGE Turów Zgorzelec              | Energa Czarni Słupsk             |  |
| 2009/10 | Asseco Prokom Gdynia                   | Anwil Włocławek                  | Polpharma Starogard Gdański      |  |
| 2008/09 | Asseco Prokom Sopot                    | PGE Turów Zgorzelec              | Anwil Włocławek                  |  |
| 2007/08 | Prokom Trefl Sopot                     | PGE Turów Zgorzelec              | ASCO Śląsk Wrocław               |  |
| 2006/07 | Prokom Trefl Sopot                     | BOT Turów Zgorzelec              | ASCO Śląsk Wrocław               |  |
| 2005/06 | Prokom Trefl Sopot                     | Anwil Włocławek                  | Energa Czarni Słupsk             |  |
| 2004/05 | Prokom Trefl Sopot                     | Anwil Włocławek                  | Polonia Warschau                 |  |
| 2003/04 | Prokom Trefl Sopot                     | Śląsk Wrocław                    | Polonia Warschau                 |  |
| 2002/03 | Anwil Włocławek                        | Prokom Trefl Sopot               | Śląsk Wrocław                    |  |
| 2001/02 | Śląsk Wrocław                          | Prokom Trefl Sopot               | Stal Ostrów Wielkopolski         |  |
| 2000/01 | Zepter Śląsk Wrocław                   | Anwil Włocławek                  | Prokom Trefl Sopot               |  |
| 1999/00 | Zepter Śląsk Wrocław                   | Anwil Włocławek                  | Hoop-Pekaes Pruszków             |  |
| 1998/99 | Zepter Śląsk Wrocław                   | Anwil Nobiles Włocławek          | Ericsson Bobry Bytom             |  |
| 1997/98 | Zepter Śląsk Wrocław                   | PEKAES Pruszków                  | Ericsson Bobry Bytom             |  |
| 1996/97 | Mazowszanka PEKAES Pruszków            | Komfort Forbo Stargard           | Browary Tyskie Bobry Bytom       |  |
| 1995/96 | Śląsk Eska Wrocław                     | Browary Tyskie Bobry Bytom       | Polonia Przemyśl                 |  |
| 1994/95 | Mazowszanka Pruszków                   | Polonia Przemyśl                 | Nobiles Włocławek                |  |
| 1993/94 | Śląsk Wrocław                          | Nobiles Włocławek                | Lech Batimex Posen               |  |
| 1992/93 | PCS Śląsk Wrocław                      | Nobiles Włocławek                | ASPRO Wrocław                    |  |
| 1991/92 | PCS Śląsk Wrocław                      | ASPRO Wrocław                    | Stal Bobrek Bytom                |  |
| 1990/91 | Śląsk Wrocław                          | Lech Posen                       | Victoria Sosnowiec               |  |
| 1989/90 | Lech Posen                             | Gwardia Wrocław                  | Śląsk Wrocław                    |  |
| 1988/89 | Lech Posen                             | Śląsk Wrocław                    | Zagłębie Sosnowiec               |  |
| 1987/88 | Górnik Wałbrzych                       | Gwardia Wrocław                  | Lech Posen                       |  |
| 1986/87 | Śląsk Wrocław                          | Gwardia Wrocław                  | Lech Posen                       |  |
| 1985/86 | Zagłębie Sosnowiec                     | Górnik Wałbrzych                 | Śląsk Wrocław                    |  |
| 1984/85 | Zagłębie Sosnowiec                     | Lech Posen                       | Śląsk Wrocław                    |  |
| 1983/84 | Lech Posen                             | Wisła Kraków                     | Zagłębie Sosnowiec               |  |
| 1982/83 | Lech Posen                             | Górnik Wałbrzych                 | Gwardia Wrocław                  |  |
| 1981/82 | Górnik Wałbrzych                       | Lech Posen                       | Śląsk Wrocław                    |  |
| 1980/81 | Śląsk Wrocław                          | Górnik Wałbrzych                 | Zagłębie Sosnowiec               |  |
| 1979/80 | Śląsk Wrocław                          | Wybrzeże Gdańsk                  | Start Lublin                     |  |
| 1978/79 | Śląsk Wrocław                          | Resovia Rzeszów                  | Start Lublin                     |  |
| 1977/78 | Wybrzeże Gdańsk                        | Śląsk Wrocław                    | ŁKS Łódź                         |  |
| 1976/77 | Śląsk Wrocław                          | Wisła Kraków                     | Resovia Rzeszów                  |  |
| 1975/76 | Wisła Kraków                           | Polonia Warschau                 | Resovia Rzeszów                  |  |
| 1974/75 | Resovia Rzeszów                        | Wisła Kraków                     | Wybrzeże Gdańsk                  |  |
| 1973/74 | Wisła Kraków                           | Resovia Rzeszów                  | Śląsk Wrocław                    |  |
| 1972/73 | Wybrzeże Gdańsk                        | Resovia Rzeszów                  | Śląsk Wrocław                    |  |
| 1971/72 | Wybrzeże Gdańsk                        | Śląsk Wrocław                    | Wisła Kraków                     |  |
| 1970/71 | Wybrzeże Gdańsk                        | Wisła Kraków                     | Śląsk Wrocław                    |  |
| 1969/70 | Śląsk Wrocław                          | Wybrzeże Gdańsk                  | Wisła Kraków                     |  |
| 1968/69 | Legia Warschau                         | Wisła Kraków                     | Śląsk Wrocław                    |  |
| 1967/68 | Wisła Kraków                           | Legia Warschau                   | Wybrzeże Gdańsk                  |  |
| 1966/67 | AZS Warschau                           | Wisła Kraków                     | Śląsk Wrocław                    |  |
| 1965/66 | Legia Warschau                         | Wisła Kraków                     | Śląsk Wrocław                    |  |
| 1964/65 | Śląsk Wrocław                          | Wisła Kraków                     | Start Lublin                     |  |
| 1963/64 | Wisła Kraków                           | Śląsk Wrocław                    | Wybrzeże Gdańsk                  |  |
| 1962/63 | Legia Warschau                         | Śląsk Wrocław                    | Wisła Kraków                     |  |
| 1961/62 | Wisła Kraków                           | AZS-AWF Warschau                 | Legia Warschau                   |  |
| 1960/61 | Legia Warschau                         | Lech Posen                       | Wisła Kraków                     |  |
| 1959/60 | Legia Warschau                         | Polonia Warschau                 | Śląsk Wrocław                    |  |
| 1958/59 | Polonia Warschau                       | Wisła Kraków                     | Lech Posen                       |  |
| 1957/58 | Lech Posen                             | Legia Warschau                   | Wisła Kraków                     |  |
| 1956/57 | Legia Warschau                         | Polonia Warschau                 | Wisła Kraków                     |  |
| 1955/56 | CWKS Warschau                          | Wisła Kraków                     | Kolejarz Posen                   |  |
| 1954/55 | Kolejarz Posen                         | CWKS Warschau                    | AZS Warschau                     |  |
| 1953/54 | Gwardia Kraków                         | Kolejarz Warschau                | Spójnia Gdańsk                   |  |
| 1952/53 | Włókniarz Łódź                         | CWKS Warschau                    | Warta Posen                      |  |
| 1951/52 | Spójnia Łódź                           | Gwardia Kraków                   | CWKS Warschau                    |  |
| 1950/51 | Kolejarz Posen                         | Spójnia Gdańsk                   | Spójnia Łódź                     |  |
| 1949/50 | Spójnia Łódź                           | Kolejarz Posen                   | Spójnia Gdańsk                   |  |
| 1948/49 | ZZK Posen                              | YMCA Łódź                        | Tur Łódź                         |  |
| 1947/48 | YMCA Łódź                              | ZZK Posen                        | Warta Posen                      |  |
| 1947    | AZS Warschau                           | Wisła Kraków                     | KKS Posen                        |  |
| 1946    | KKS Posen                              | Cracovia                         | Warta Posen                      |  |
| 1939    | KPW Posen                              | Polonia Warschau                 | AZS Lwów                         |  |
| 1938    | Cracovia                               | AZS Posen                        | KPW Posen                        |  |
| 1937    | AZS Posen                              | KPW Posen                        | Cracovia                         |  |
| 1935    | KPW Posen                              | Polonia Warschau                 | Cracovia                         |  |
| 1934    | YMCA Kraków                            | Polonia Warschau                 | Cracovia                         |  |
| 1933    | YMCA Kraków                            | WKS Łódź                         | Polonia Warschau                 |  |
| 1932    | AZS Posen                              | Polonia Warschau                 | Cracovia                         |  |
| 1931    | AZS Posen                              | Polonia Warschau                 | Cracovia                         |  |
| 1930    | AZS Posen                              | Cracovia                         |                                  |  |
| 1929    | Cracovia                               | Polonia Warschau                 | Czarna Trzynastka Posen          |  |
| 1928    | Czarna Trzynastka Posen                | Varsovia Warschau                | Triumph Łódź                     |  |